# 서울영등포초등학교
서울영등포초등학교는 대한민국 서울특별시 영등포구 문래동1가에 있는 공립 초등학교이다.

## 학교 연혁
- 1905년 4월 5일 영등포공립심상고등소학교(일본인 학교)로 개교
- 1945년 11월 1일 서울영등포국민학교 개교, 41학급(3280명) 편성
- 1949년 10월 20일 영중국민학교(11학급), 당중국민학교(5학급) 분리
- 1971년 3월 1일 101학급 편성
- 1971년 12월 1일 영남국민학교 분리(5학급)
- 1974년 9월 1일 도신국민학교 분리(6학급)
- 1982년 9월 1일 도신국민학교 분리(7학급)
- 1985년 9월 1일 문래국민학교 분리(15학급)
- 1996년 3월 1일 서울영등포초등학교로 교명 변경
- 1998년 3월 5일 병설유치원 개원(3학급 90명)
- 2001년 10월 30일 학교 공원화 사업 완공
- 2004년 3월 4일 병설유치원 에듀케어반 개설
- 2005년 10월 30일 영등포 어린이 타임캡슐 매설
- 2005년 11월 1일 개교 100주년 기념행사
- 2007년 10월 18일 인조잔디운동장 개장식
- 2010년 5월 26일 초등 돌봄교실 개관
- 2010년 11월 9일 컴퓨터실 리모델링
- 2011년 8월 20일 방송실 리모델링
- 2013년 9월 23일 어린이 놀이시설 교체
- 2013년 10월 25일 보건실 환경개선 사업 실시
- 2015년 10월 7일 운동장 인조잔디 교체 공사
- 2016년 8월 1일 실과실 개관
- 2017년 8월 27일 에코스쿨 조성
- 2017년 12월 29일 학교 텃밭 조성 및 식생활교육 교육감 표창
- 2019년 2월 15일 제73회 졸업(50명)
- 2020년 3월 1일 허혜련 교장 부임
- 2020년 12월 30일 지역사회 협력부무 교육장 표창
- 2021년 1월 8일 제 75회 졸업 (44명)
- 2023년 3월 1일 정준호 교장 부임

## 참고 자료
- 서울영등포초등학교 - 한국교육학술정보원 학교알리미